# Dealu Frumos
Dealu Frumos (in ungherese Lesses, in tedesco Schönberg o Schoenberg) è un paese della Romania di 477 abitanti, ubicato nel distretto di Sibiu, nella regione storica della Transilvania.  È un piccolo paese che appartiene al comune di Merghindeal.
Le attività economiche principali sono la raccolta del legname dai boschi vicini e la mungitura delle vacche. Il turismo è rappresentato dalle comunità tedesche che tornano di anno in anno a visitare la chiesa fortificato, oggi in uso alla Facoltà di Architettura di Bucarest, e l'obelisco che segna il centro della Romania.
Il paese si trova a sessanta chilometri a nord-est della capitale Sibiu (Hermannstadt), vicino a Agnita (Agnetheln), nel nord-est del distretto di Sibiu.

## Storia
Con il nome di Schoenberg, fu fondata dalla metà del XII secolo dai Sassoni di Transilvania. Intorno al 1300 era menzionato col nome di  Pulchromonte.
Alla fine del XIX secolo più della metà della popolazione era composta da Sassoni di Transilvania. Solo nel 1930 - quasi venti anni dopo la formazione della Grande Romania - venne aperta una scuola pubblica rumena.
Già durante il regime comunista, ma soprattutto dopo la sconvolgimenti politici del 1989 in Romania, la maggior parte della popolazione tedesca si trasferì in Germania.
Nel corso del 2006 gli organizzatori del Festival Internazionale del Teatro di Sibiu ("FITS") usarono la chiesa di Dealu Frumos come scenario per gli spettacoli.

## Monumenti

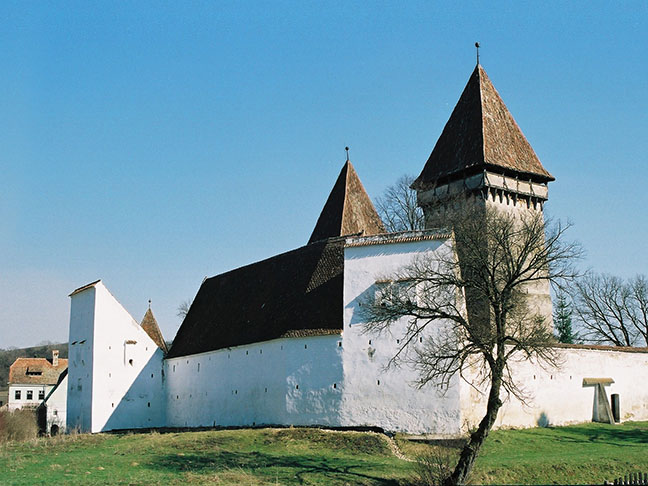
La chiesa fortificata

Il monumento principale del paese è la chiesa fortificata. L'altro monumento, lungo la strada per Agnita, è l'obelisco che segna il Centro della Romania (secondo i confini del 1945), secondo alcune leggende, la collina dove è celato l'Oro di Hitler e dei Gerarchi Nazisti (alcuni anziani della zona chiamano quella collina "Collina dei Nazisti").